# Kärnmagnetisk resonans

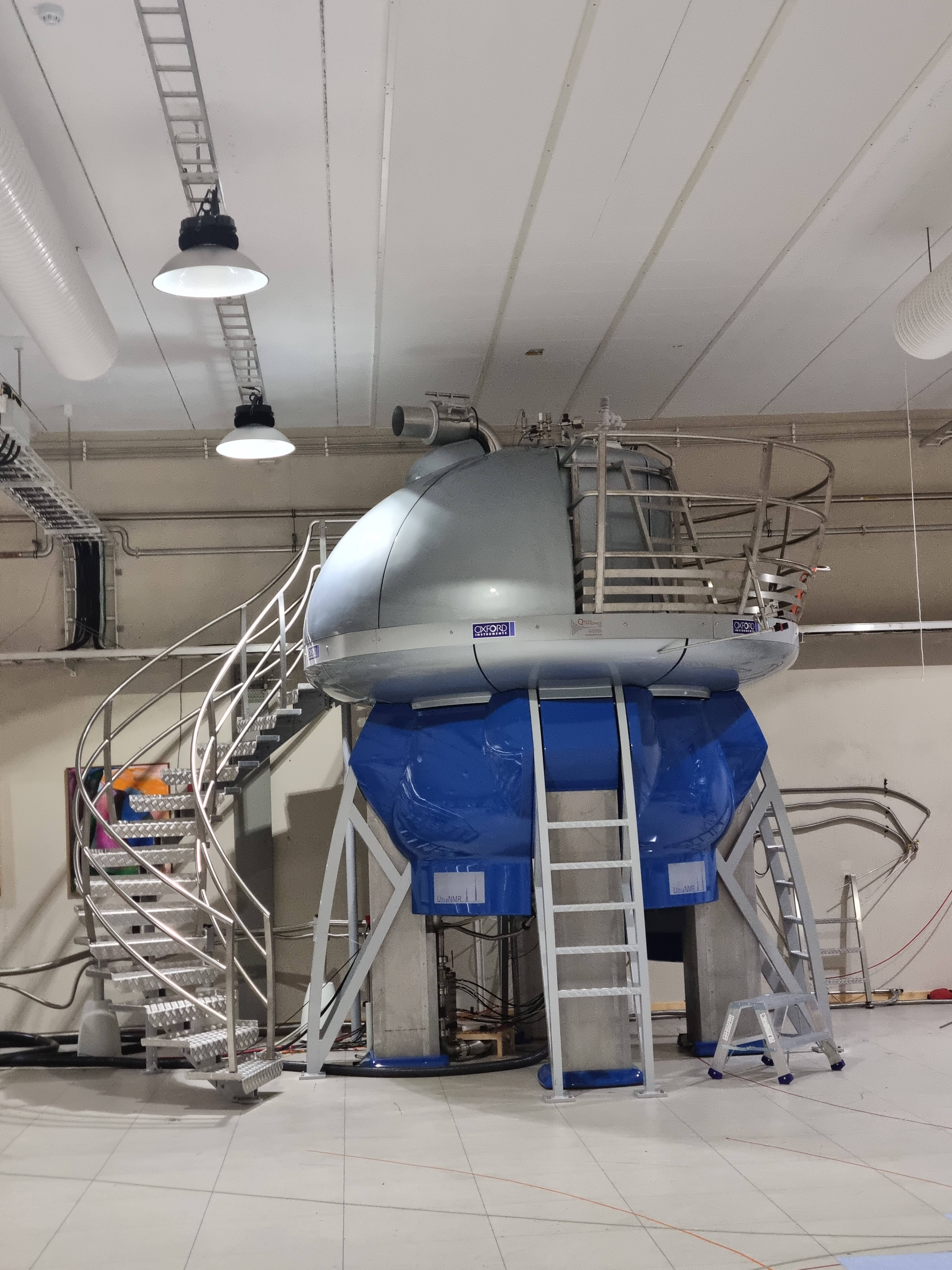
En oskärmad 900 MHz NMR-magnet vid Svenskt NMR-center i Göteborg.

Kärnmagnetisk resonans, även kallat magnetresonans, kärnspinnresonans eller NMR (från engelska nuclear magnetic resonance) är ett atomfysiskt fenomen som används flitigt inom sjukvård (i magnetresonanstomografi, MRI), organisk kemi och biokemi (i Kärnmagnetisk resonansspektroskopi).

## Användningsområden

### Kemiska analyser

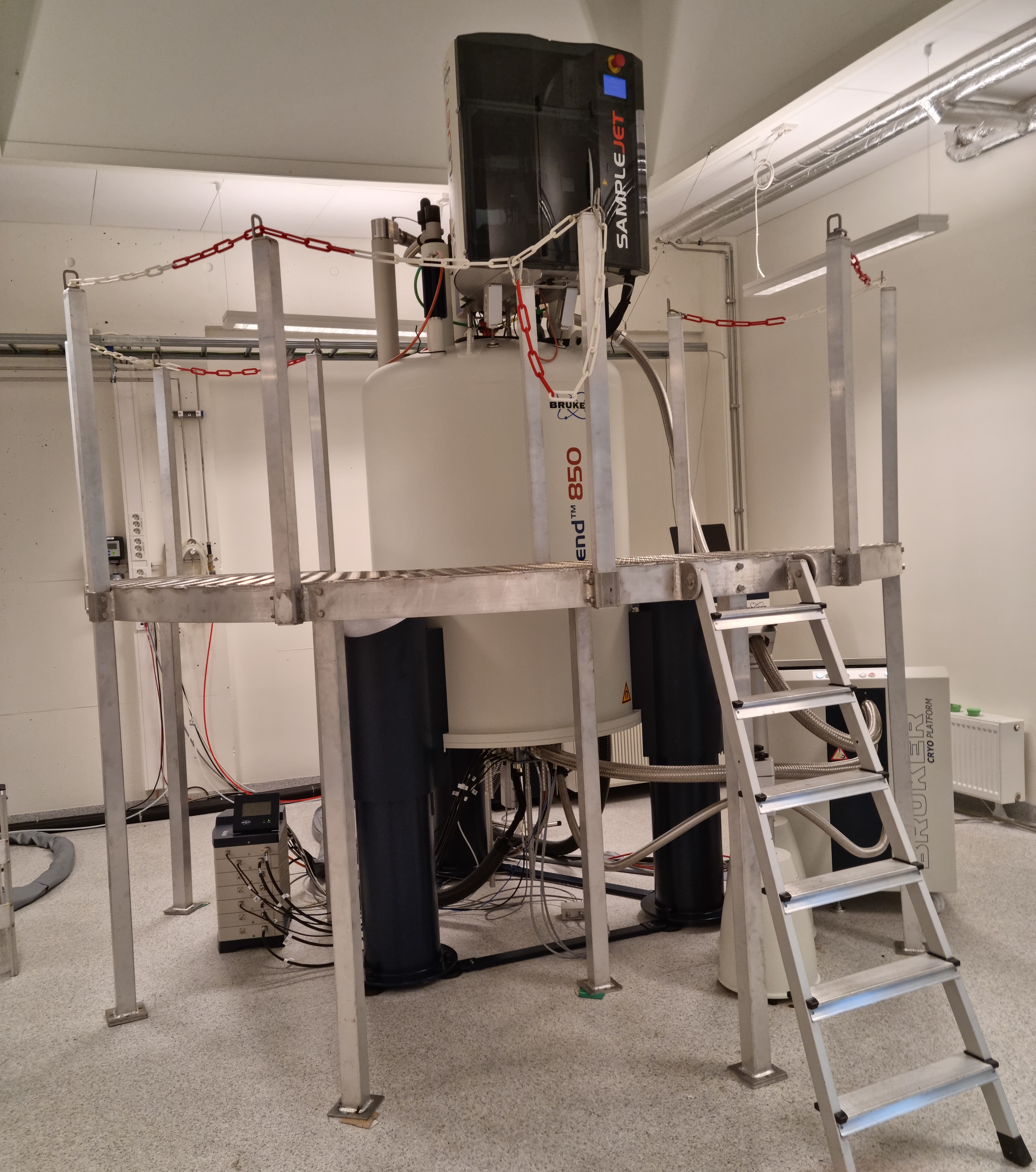
NMR 850 MHz magnet vid Universitet i Bergen i Norge.

Inom kemin används en NMR-spektrometer bland annat för att ta reda på strukturen och sammansättningen hos en molekyl. Det går bland annat att strukturbestämma proteiner i vattenlösning. Detta är viktigt bland annat för biokemister, eftersom tidigare metoder för strukturbestämning (till exempel röntgendiffraktion) kräver kristaller av ämnet, och proteiner har som regel olika konformation när de är i lösning jämfört med när de är i kristallform. För att göra detta på ett bra sätt, krävs ett extremt starkt, homogent och stabilt magnetfält. Ofta används supraledande magneter som kyls ned med flytande helium till en temperatur på cirka 4,2 Kelvin (-269,9 grader Celsius), det vill säga nära den absoluta nollpunkten).

### Biologiska analyser
MRI använder väteatomkärnor, det vill säga protoner, eftersom väteatomen är den vanligaste atomen i människokroppen och de är magnetiska. I kroppen pekar alla dessa små magneter åt slumpvisa håll. Men i magnetkameran överger de sin slumpmässighet och ställer in sig i samma riktning efter magnetkamerans magnetfält. Därefter skickas radiovågor in i kroppen, protonerna tar upp energi från dessa och "tippar". När radiovågen släcks faller protonerna tillbaka till sitt ursprungliga läge samtidigt som de sänder ut radiovågor. Dessa sänds ut eftersom protonerna gungar in mot ursprungsläget vilket ger upphov till ett magnetfält i rörelse som skapar radiovågor. Dessa svaga signaler mäts, och med databearbetning kan man visa detaljerade tvärsnittsbilder av kroppens inre.
Förutom högupplösta bilder som avbildar mjukdelar och som kan orienteras i valfritt plan i kroppen, kan även tidsupplösta eller cine-bilder samlas in. Ett vanligt exempel är tidsupplösta bilder av hjärtat, där bildinformationen samlas in under flera hjärtslag och sammanställs till ett filmklipp som avbildar en hjärtcykel, som sedan spelas upp upprepade gånger.
Genom att variera parametrar som radiopulsernas frekvens, varaktighet och tid mellan pulser i en så kallad pulssekvens, kan man få ut bilder som innehåller olika information. Ett exempel är att man kan välja om vatten eller fett skall ge maximal eller noll signal i bilderna, det vill säga bli vitt eller svart. Ett annat exempel är hastighetskodade bilder, där flödet av exempelvis blod vinkelrätt mot bildplanet mäts i varje voxel.

## Teori
Fenomenet grundar sig på att många atomkärnor har ett kärnspinn skilt från noll vilket ger ett magnetiskt moment som är proportionellt mot spinnimpulsmomentet genom en isotopspecifik gyromagnetisk kvot. 
Regeln för hur spinnkvanttalet, I, beräknas för en atomkärna beror på antalet protoner och neutroner. Är båda antalen udda är I ett heltal, är endera antalet protoner eller neutroner men inte båda udda är I ett halvtal medan det, och därmed det magnetiska momentet, försvinner om båda är jämna. Det är inte bara det totala spinnet som är kvantiserat utan även riktningen i förhållande till en godtycklig axel. I det enklaste fallet då I=½ kan riktningarna endast vara fram eller bak och inte snett. Varje sådan atomkärna kan därmed betraktas som en liten magnet, med riktningen fram eller bak (en annan analogi är vektor).

### NMR-aktiva isotoper
Eftersom varje grundämne kan ha flera olika isotoper med olika antal neutroner gör det att alla atomer av ett grundämne inte behöver ha ett magnetiskt moment.
Vanliga isotoper som saknar magnetiskt moment är 4He, 12C, 16O och 32S.
Isotoper där summan av antalet protoner och neutroner (masstalet) är udda har halvtaliga spinn, exempelvis 1/2, 3/2, 5/2, 7/2, 9/2. De vanligast använda av dessa är 1H (även kallat proton-NMR), 13C, 15N och 19F.
Isotoper där summan av antalet protoner och neutroner är jämn har heltaliga spinn, exempelvis 1, 2, 3, 4. De vanligast använda av dessa är 2H, 6Li, 10B och 14N.

### Användningsteori
I närvaro av ett externt magnetfält kommer dessa miniatyrmagneter att orientera sig parallellt med det externa magnetfält. De kan antingen vara orienterade i samma riktning som fältet, eller i motsatt riktning. På grund av att det krävs lite högre energi att orientera de magnetiska momenten i motsatt riktning är sannolikheten högre att de har samma riktning som det externa fältet.

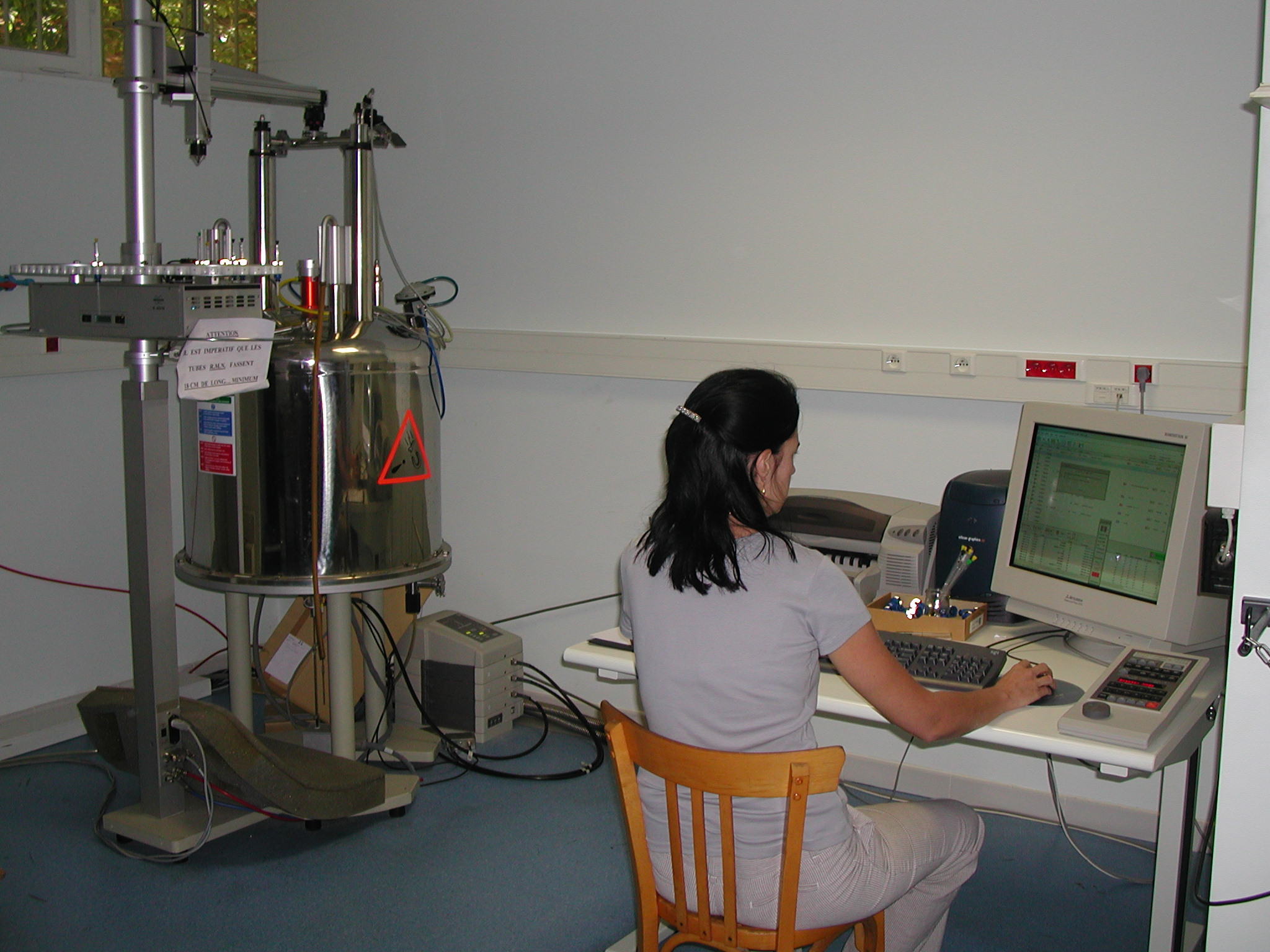
En NMR-spektrometer

Med hjälp av pulser av elektromagnetisk strålning med lämplig frekvens går det att åstadkomma faskoherens för de magnetiska momenten och därmed ett makroskopiskt roterande magnetfält som kan detekteras genom den ström det kan inducera i en spole. Strömmen är en växelström med en frekvens som beror på vilken isotop det rör sig om, hur starkt magnetfältet är och även i vilken omgivning atomkärnan befinner sig, det vill säga vilka atomer som finns nära atomkärnan i molekylen. Detta gör att till exempel väteatomkärnor i samma molekyl kommer att ge upphov till signaler med något olika frekvens, vilket gör NMR till en metod med upplösning på atomnivå.